# Římskokatolická farnost Český Jiřetín
Římskokatolická farnost Český Jiřetín (lat. Georgendorfium) je zaniklá církevní správní jednotka sdružující římské katolíky v Českém Jiřetíně a okolí. Organizačně spadala do krušnohorského vikariátu, který je jedním z deseti vikariátů litoměřické diecéze.

## Historie farnosti
Matriky jsou v místě vedeny od roku 1784. Roku 1800 zde byla lokálie. Farnost byla kanonicky zřízena roku 1857.
Farnost existovala do 31. prosince 2012 jako součást litvínovského farního obvodu. Od 1. ledna 2013 zanikla sloučením do farnosti děkanství Litvínov.

### Duchovní správcové vedoucí farnost
Začátek působnosti jmenovaného v duchovní správě farnosti od:
- 1789   cap. loc. vacat
- 1800   cap. loc. Franc. Wagner, n. 28. 12. 1741 Dux., o. 21. 9. 1768, † 7. 10. 1828
- 1806   cap. loc. Franc. Kleer, † 4. 3. 1818
- 1809   cap. loc. Franc. Weinhuber, † 14. 5. 1820
- 1815   cap. loc. vacat
- 1816    katalog chybí
- 1817   cap. loc. Jos. Neuber, n. 6. 1. 1778 Mariaschein, o. 24. 7. 1803, † 10. 9. 1826
- 1821   cap. loc. vacat
- 1822   cap. loc. Jos. Honolke, n. 1. 5. 1783 Lochtschicens., o. 30. 8. 1806, † 2. 9. 1859
- 1830   cap. loc. Florian. Schmalfuss, n. 4. 5. 1790 Serbicens., o. 15. 8. 1813, † 28. 3. 1854
- 1839   cap. loc. Jos. Seifert, n. 22. 6. 1799 Rudolsdorf., o. 24. 8. 1824, † 21. 5. 1852
- 1853   cap. loc. Ludov. Fichtner, n. 5. 8. 1816 Kaaden, o. 29. 7. 1841
- 1858   proto. par. (první farář) Ludov. Fichtner, n. 5. 8. 1816 Kaaden, o. 29. 7. 1841, † 5. 8. 1868
- 1860   par. vacat, admin. int. Franc. Olbert
- 1861   Franc. Olbert, n. 23. 4. 1823 Glieden, o. 25. 7. 1849, † 18. 4. 1900
- 1892   par. vacat, admin. int. Car. Dohle
- 1893   Car. Dohle, n. 25. 2. 1860 Grünthal., o. 17. 5. 1885, † 18. 1. 1943
- 1897   Ignat. Tichatschke, n. 3. 5. 1857 Unterweckelsdorf., o. 11. 5. 1884, † 24. 10. 1928
- 1907   par. vacat, adm. exc. Vendelín Krísa, n. 3. 3. 1871, o. 17. 6. 1894
- 1908   Franc. Dytrt, n. 18. 3. 1873 Pěčín, o. 5. 7. 1896
- 1909   par. vacat, adm. intrec. Josef Magiera, n. 16. 9. 1876, o. 9. 6. 1900
- 1910   Josef Magiera, n. 16. 9. 1876 Podlesic., o. 9. 6. 1900, † 8. 5. 1939
- 1917   Augustin Thiel, n. 10. 2. 1885 Althofnass., o. 16. 7. 1911, † 26. 6. 1962
- 1925   Joann. Hofmann, n. 17. 2. 1892 Hainspach, o. 2. 6. 1918
- 1928   par. vacat, adm. exc. int. Julius Kopřiwa, n. 4. 8. 1884, o. 11. 7. 1909
- 1. 7. 1928 Anton. Wilhelm, n. 4. 10. 1892 Rumburg, o. 2. 6. 1918, † 16. 7. 1948
- 16. 7. 1948 František Tomiga
- 1. 3. 1951 Oldřich Vinduška, admin. exc.
- 1. 9. 1996 Marian Plonka
- 15. 3. 1997 Oldřich Vinduška, admin. exc. z Litvínova
- 1. 8. 2007 – 31. 12. 2012 Grzegorz Czerny, admin. exc. z Litvínova[3]

Kromě kněží stojících v čele farnosti, působili ve farnosti v průběhu její historie i jiní kněží. Většinou pracovali jako farní vikáři, kaplani, katecheté, výpomocní duchovní aj.

## Území farnosti
Do farnosti náleželo území obcí:
- Český Jiřetín (Georgendorf)[p 2]

## Římskokatolické sakrální stavby a místa kultu na území farnosti
| | Fotografie | Stavba                   | Místo                                            | Bohoslužby                      | Zeměpisné souřadnice             | Status                 | Číslo kulturní památky                      |
| Kostel | Kostel     | Kostel                   | Kostel                                           | Kostel                          | Kostel                           | Kostel                 | Kostel                                      |
| --- | ---------- | ------------------------ | ------------------------------------------------ | ------------------------------- | -------------------------------- | ---------------------- | ------------------------------------------- |
| 1. |            | Kostel sv. Jana Křtitele | původně ve Flájích, přesunut do Českého Jiřetína | bližší informace o bohoslužbách | 50°42′23″ s. š., 13°32′38″ v. d. | přesunutý farní kostel | 43327/5-317 (Pk•MIS•Sez•Obr•WD) (Q12030794) |
| Zaniklé sakrální stavby |            |                          |                                                  |                                 |                                  |                        |                                             |
| 2. |            | Kostel sv. Petra a Pavla | Český Jiřetín                                    | nelze sloužit                   | 50°42′26″ s. š., 13°33′50″ v. d. | zbořený farní kostel   | —                                           |
| Některé drobné sakrální stavby a pamětihodnosti lze dohledat zde v databázi Drobné sakrální památky Zaniklé sakrální stavby lze dohledat zde v databázi Poškozené a zničené kostely, kaple a synagogy v České republice |            |                          |                                                  |                                 |                                  |                        |                                             |

Ve farnosti se mohou nacházet i další drobné sakrální stavby, místa římskokatolického kultu a pamětihodnosti, které neobsahuje tato tabulka.